# Santa Teresa (Albacete)
Santa Teresa es un barrio de la ciudad española de Albacete situado al oeste de la capital. Alberga uno de los hospitales públicos de la ciudad, el Hospital Universitario del Perpetuo Socorro de Albacete, y varios edificios históricos de la capital, como el Seminario Mayor de Albacete, la iglesia de Santa Teresa o la Casa de Ejercicios de Albacete. Tiene 3603 habitantes (2012).

## Geografía

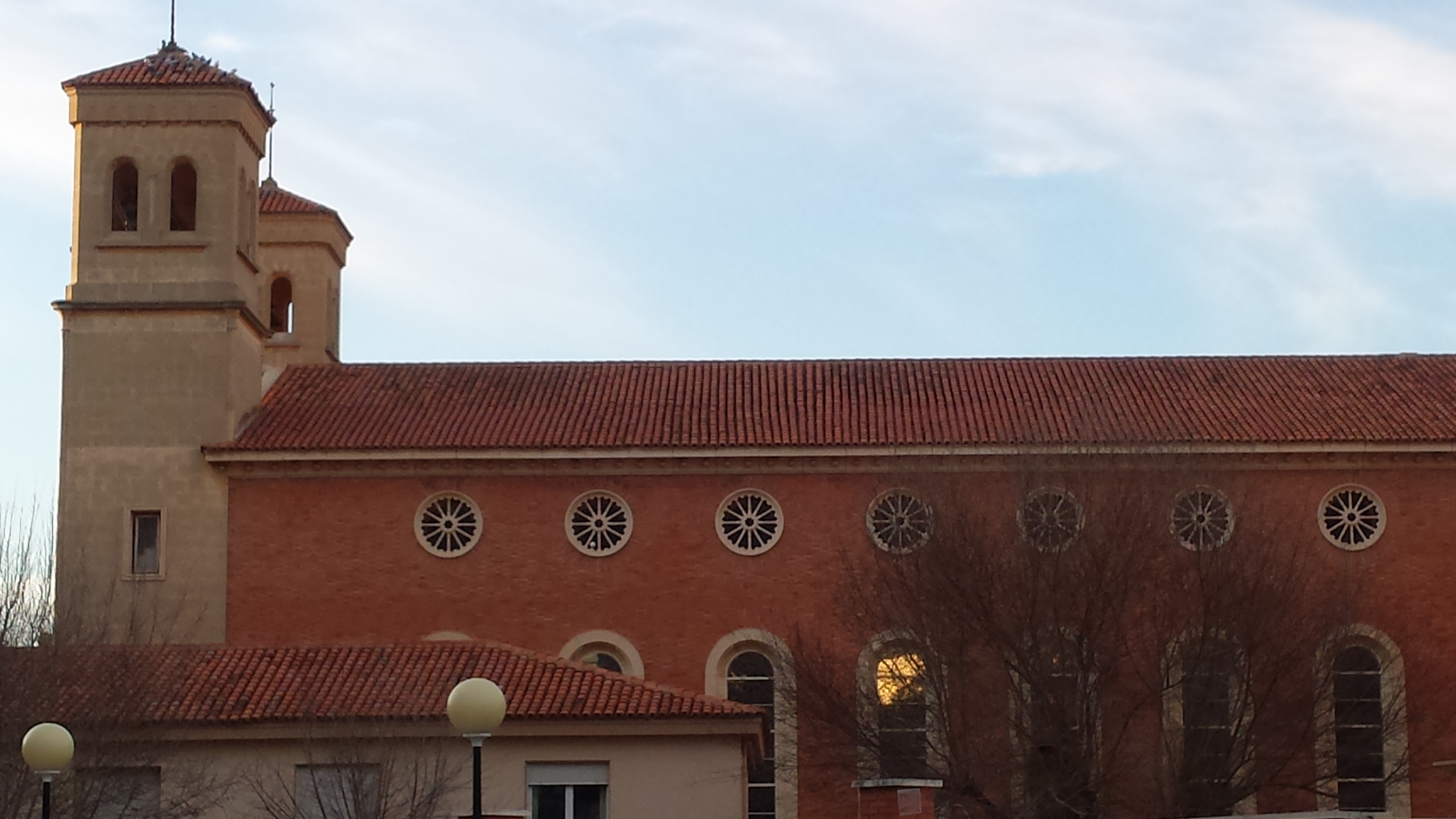
Vista lateral de la iglesia de Santa Teresa

El castizo barrio, con forma irregular, está situado al oeste de la ciudad de Albacete, entre el paseo de Circunvalación, las calles Carretera de Jaén, Vereda de Jaén y Alcaraz, las calles Cuatro Vientos, San Fernando, Ramón Gómez Redondo y avenida Primero de Mayo y la calle Méjico. Limita con los barrios Vereda al noroeste, Fátima y Franciscanos al este y Pedro Lamata y San Pedro-Mortero al sur.

## Demografía

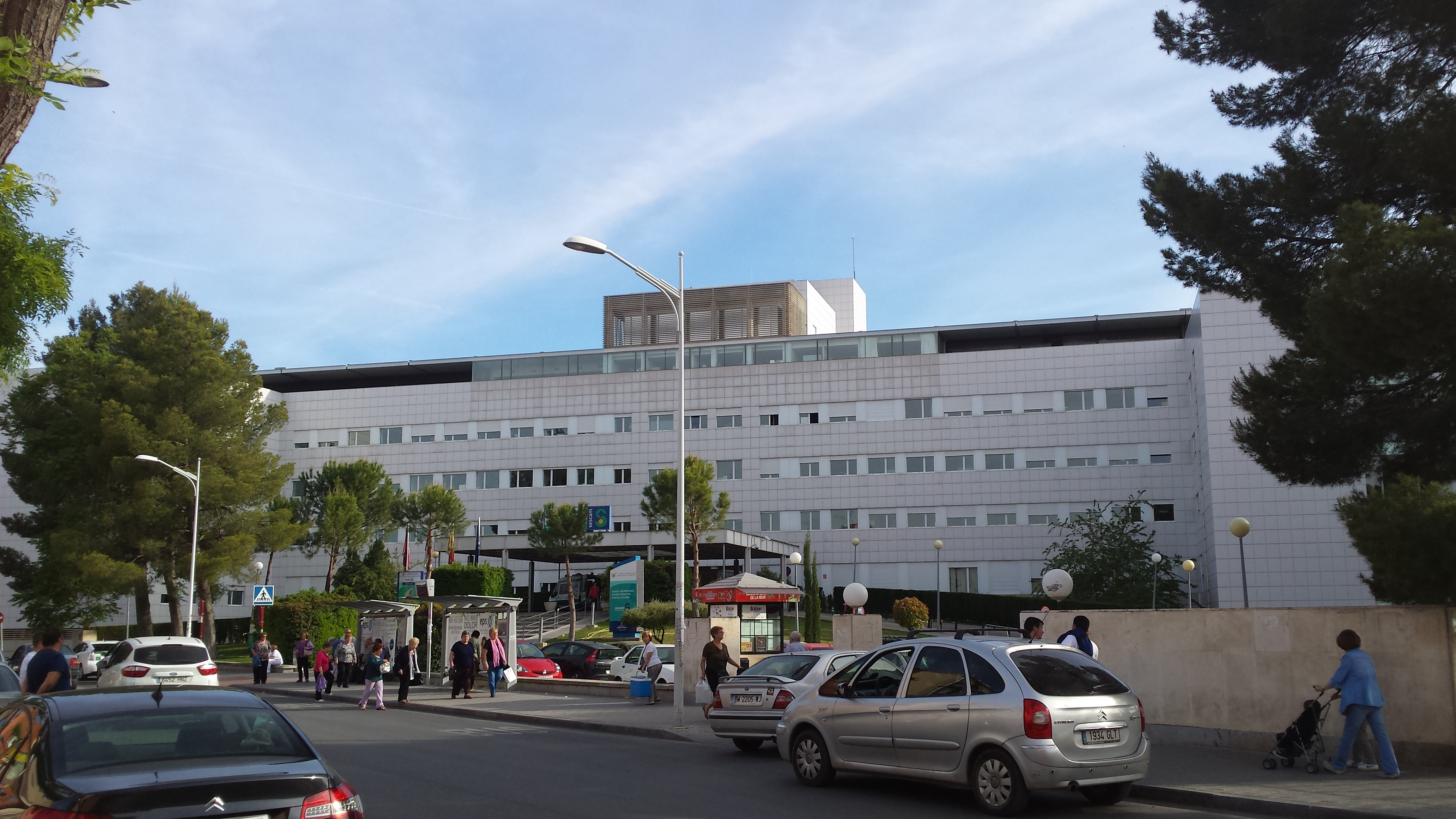
Hospital Universitario del Perpetuo Socorro de Albacete

El barrio tiene 3603 habitantes (2012): 1844 mujeres y 1759 hombres. Tiene una población algo más envejecida que la media de la ciudad. La población mayor de 65 años supone el 19,4 % del total de la población del barrio. El porcentaje de personas que viven solas es del 12,6 %. El nivel de estudios del barrio es medio. Predomina la clase social baja y media-baja.

## Educación
Santa Teresa dispone del Instituto de Educación Secundaria Leonardo Da Vinci, de los Colegios Públicos de Educación Infantil y Primaria Benjamín Palencia y Castilla-La Mancha y del Centro Privado Concertado de Educación Infantil y Primaria Nuestra Señora de Montserrat.

## Religión
El barrio alberga la iglesia de Santa Teresa, el Seminario Mayor de Albacete y la Casa de Ejercicios de Albacete (aunque según algunas fuentes esta última estaría situada en el contiguo barrio de Vereda).

## Deporte

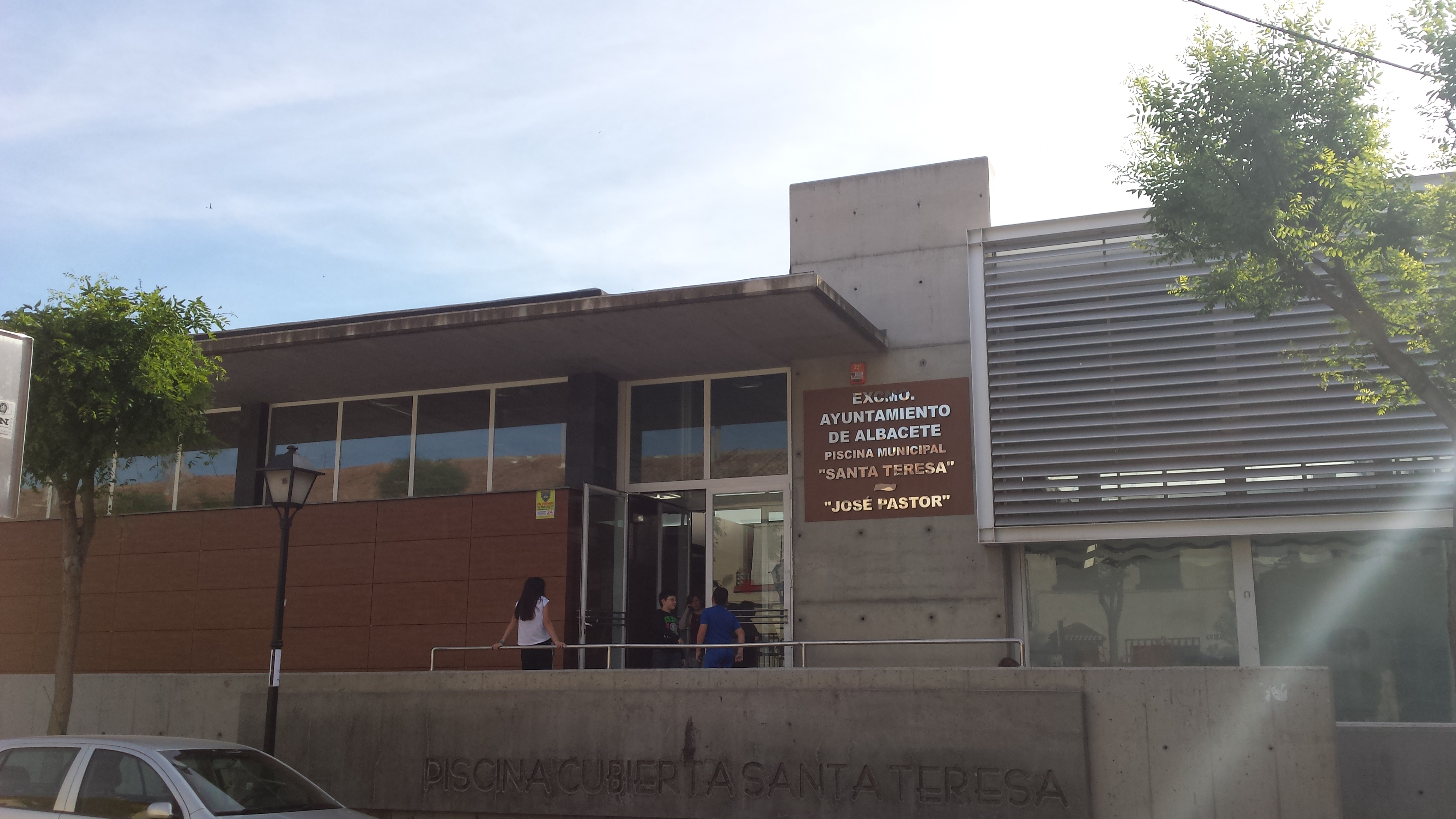
Entrada de la Piscina Santa Teresa

El barrio alberga el Pabellón Polideportivo San Pedro Mortero, público, inaugurado en 2002, y la Piscina Santa Teresa, también pública, que cuenta con dos piscinas de invierno y verano, gimnasio y centro termal.

### Clubes
En las instalaciones deportivas del barrio entrenan varias entidades deportivas de la ciudad como el Club de Natación Albacete, el C. D. E. Santa Teresa y el Club Natación Sincronizada Albacete.

## Fiestas
Las fiestas oficiales del barrio tienen lugar anualmente a finales de junio.

## Transporte
En autobús urbano, el barrio queda conectado mediante las siguientes líneas:
| Línea | Trayecto | Recorrido                                                         | Frecuencia                                         |
| ----- | --- | ----------------------------------------------------------------- | -------------------------------------------------- |
|       | Campus UCLM - Barrio de Vereda                                                                                                 | Recorrido Archivado el 1 de noviembre de 2014 en Wayback Machine. | 12-18 minutos                                      |
|       | Campus UCLM - Hospital Perpetuo Socorro                                                                                        | Recorrido Archivado el 22 de febrero de 2014 en Wayback Machine.  | 12-18 minutos                                      |
|       | Estación de Ferrocarril - Estación de Autobuses - Hospital General Universitario - Hospital Universitario del Perpetuo Socorro | Recorrido Archivado el 22 de febrero de 2014 en Wayback Machine.  | 15-22 minutos                                      |
|       | Ciudad - Parque Empresarial Campollano                                                                                         | Recorrido Archivado el 17 de abril de 2014 en Wayback Machine.    | Salidas 7:20, 8:20, 14:40, 15:20 (desde la ciudad) |